# معاذ حمزة العلوي
معاذ حمزة أحمد العلوي هو مواطن يمني تم اعتقاله إداريًا خارج إطار القانون في معتقل غوانتانامو في كوبا. ورقم الاعتقال الخاص به هو 28، ولد في عام 1977 في باجور باليمن.
وصل معاذ إلى غوانتانامو في 17 يناير 2002، وفي يناير 2010 أوصت لجنة عسكرية أمريكية أنه ينبغي أن يكون سجينًا للأبد، وفي 2015 تم إسقاط تهمة أنه كان واحدا من حراس أسامة بن لادن. قام معاذ بإضراب طويل عن الطعام، وكان يُجبر على التغذية القسرية.
وأُعلنَ عن الموافقة على إطلاق سراحه في 14 يناير 2022 مع أربعة معتقلين آخرين.